# Salomon av Bretagne
Salomon av Bretagne, död 874, var regerande greve av Rennes och Nantes 852-860 och hertig av Bretagne 857–874; han kallade sig kung av Bretagne 868–874. Han blev känd som lokalhelgon och martyr i Bretagne efter sin död.